# Brasão de armas do Benim
O brasão de armas do Benim foi readotado em 1990 depois de haver sido reformado em 1975. Na parte superior do escudo está a cresta nacional, que consiste de dois chifres com espigas de milho recheados de areia.  Se diz que isto simboliza a prosperidade. Abaixo da cresta há um escudo que contém as armas do Benim.
O escudo está dividido em quatro seções.  A seção esquerda superior contém um castelo ao estilo de “Somba”, representativo da história do Benim.  Na seção superior direita está a Estrela do Benim, a máxima condecoração da nação.  Abaixo dela há um barco, que simboliza a chegada dos europeus ao Benim.  Na seção inferior esquerda há uma palmeira.
O escudo é sustentado por um par de leopardos, o animal nacional de Benin.  Abaixo do escudo está o lema de Benin em Francês, "Fraternité, Justice, Travail", que significa Fraternidade, Justiça, Trabalho.